# Натансон, Якуб
Якуб Натансо́н (пол. Jakub Natanson; 20 августа 1832, Варшава, Российская Империя — 14 сентября 1884, там же) — российский химик польского происхождения, финансист и общественный деятель.

## Биография
Родился в Варшаве в еврейской семье, несколько членов которой сыграли заметную роль в науке и общественной жизни Польши. Его отец Вольф Зелиг Натансон (1795—1879) был основателем банкирского дома «Натансон и сыновья», брат Генрих (1820—1895) — банкиром и издателем, брат Людвиг (1821—1896) — врачом и председателем еврейской общины Варшавы.
В 1855 году окончил Дерптский университет. В начале 1860-х годов вместе с братьями принимал активное участие в общественной жизни Польши, в том числе событиях, приведших к вооружённому восстанию, входил в умеренно-либеральный кружок Эдварда Юргенса. В 1862 году стал профессором Варшавской главной школы (высшего учебного заведения, из которого впоследствии был образован Варшавский университет). В 1866 году ушёл в отставку, после чего принимал участие в управлении банкирским домом, основанным его отцом (совместно с братом Генрихом), был акционером нескольких промышленных предприятий, а также занимался общественной деятельностью. Был одним из основателей варшавского Музея промышленности и сельского хозяйства, открытого в 1875 году и оказавшего значительное влияние на развитие науки и техники в Польше в конце XIX века.

## Научная деятельность
В 1856 году в ходе опытов по изучению свойств анилина обнаружил, что при нагревании технического анилина с дихлорэтаном образуется продукт, способный окрашивать ткани в ярко-красный цвет (анилиновый красный, позднее названный фуксином). Автор первых польских учебников по органической химии, в частности, в 1857 году опубликовал «Краткий очерк органической химии в применении к земледелию и технологии».